# 吉岘镇
吉岘乡，是中华人民共和国甘肃省庆阳市合水县下辖的一个乡镇级行政单位。

## 行政区划
吉岘乡下辖以下地区：
黄寨子村、吉岘村、郝庄村、王家咀村、罗家畔村、宫合村、九倾湾村和丑家川村。